# Rugby à XV en Ukraine
Le rugby à XV est un sport mineur en Ukraine.

## Histoire
Historiquement, un mélange de rugby à XV et de rugby à XIII a parfois été pratiqué en Ukraine.
Le sport est entre autres pratiqué par des militaires locaux, ayant entre autres entretenu un des clubs de la capitale Kiev, Aviator (Авиатор).
La pratique féminine du rugby à XV se limite à sa version à sept. Si un tournoi expérimental est mis en place dans les années 2010 afin de développer la pratique quinziste, l'expérience n'a pas été renouvelée.

## Organisation
La Fédération ukrainienne de rugby à XV régit l'organisation du rugby à XV en Ukraine, depuis sa création en 1991.

## Équipes nationales

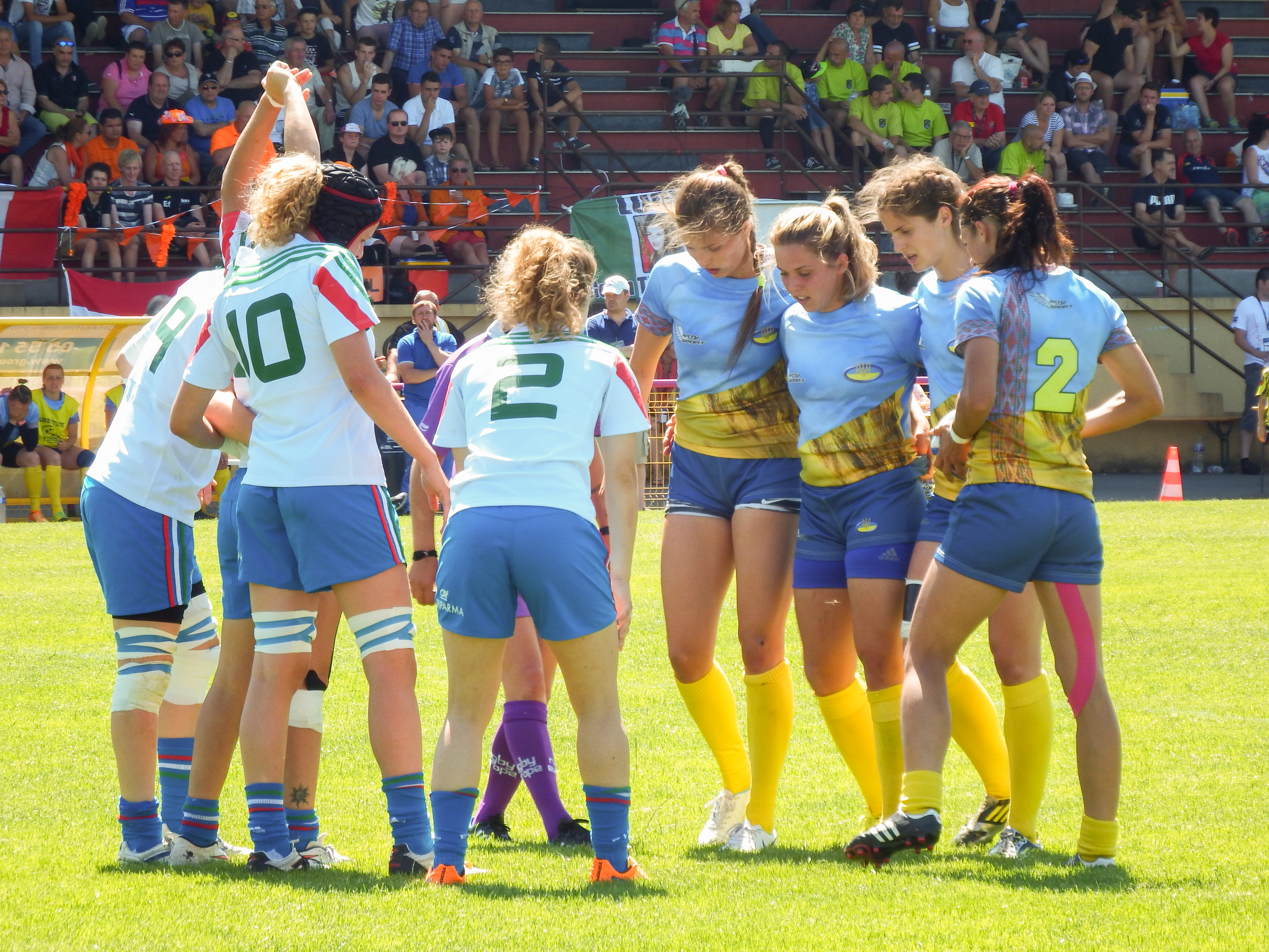
L'équipe féminine de rugby à sept (à droite), disputant les Grand Prix Series en 2015.

L'équipe d'Ukraine de rugby à XV rassemble les meilleurs joueurs masculins de rugby à XV d'Ukraine et représente le pays lors des rencontres internationales.
Aucune équipe féminine à XV n'existe formellement, hormis des sélections non-officielles comme celle ayant disputé une rencontre amicale contre celle de Catalogne en septembre 2023.
En rugby à sept, l'Ukraine est représentée par deux sélections, en catégorie masculine (en) et féminine.

## Compétitions nationales
Le championnat d'Ukraine de rugby à XV fait office de compétition nationale masculine.
Si aucun championnat à XV n'est structuré en catégorie féminine, un championnat et une Coupe nationale de rugby à sept sont organisés périodiquement.